# 123 př. n. l.

## Události
- Gaius Sempronius Gracchus byl v Římě poprvé zvolen tribunem lidu.

## Hlavy států
- Parthská říše – Artabanos I.? (128 – 124/123 př. n. l.) » Mithradatés II. (124/123 – 88/87 př. n. l.)
- Egypt – Ptolemaios VIII. Euergetés II. (144 – 116 př. n. l.)
- Numidie – Micipsa
- Čína – Wu-ti (dynastie Západní Chan)
- Hasmoneovské království – Jan Hyrkán I.